# Gammarus duebeni
Espèce
Gammarus duebeni est une espèce de crustacés amphipodes de la famille des Gammaridae. 

## Distribution
Gammarus duebeni est une espèce d'eau de mer ou d'eau saumâtre présente jusqu'à 5 m de profondeur.
Elle se rencontre dans l'Atlantique nord et la mer Noire, depuis le Nouveau-Brunswick au Canada jusqu'à la France, et vers le Nord-Est jusqu'à la Russie et la mer Blanche.
Elle se retrouve également dans certains ruisseaux du Sud de l'Irlande.

## Liste des sous-espèces
Selon GBIF (21 janvier 2023) :
- Gammarus duebeni celticus
- Gammarus duebeni duebeni

## Systématique
Le nom valide complet (avec auteur) de ce taxon est Gammarus duebeni Lilljeborg, 1852.
Gammarus duebeni a pour synonyme :
- Rivulogammarus duebenii (Liljeborg, 1852)